# Sușkî, Krasîliv
Sușkî (în ucraineană Сушки) este un sat în comuna Mîhailivți din raionul Krasîliv, regiunea Hmelnîțkîi, Ucraina.

## Demografie
Componența lingvistică a localității Sușkî
     Ucraineană (98,92%)
     Rusă (1,08%)
Conform recensământului din 2001, majoritatea populației localității Sușkî era vorbitoare de ucraineană (98,92%), existând în minoritate și vorbitori de rusă (1,08%).